# Île Kûûmo
L’île Kûûmo est un îlot de Nouvelle-Calédonie appartenant administrativement à Île des Pins.